# 南酒々井駅
南酒々井駅（みなみしすいえき）は、千葉県印旛郡酒々井町馬橋にある、東日本旅客鉄道（JR東日本）総武本線の駅である。

## 歴史
- 1914年（大正3年）9月10日：鉄道院の駅として開設[1][2]。
- 1962年（昭和37年）10月1日：貨物取扱廃止[3]。
- 1972年（昭和47年）6月1日：荷物扱い廃止[3]。
- 1974年（昭和49年）3月15日：無人駅化[1][4]。
- 1980年（昭和55年）：現駅舎完成[1]。
- 1987年（昭和62年）4月1日：国鉄分割民営化に伴い、東日本旅客鉄道（JR東日本）の駅となる[5]。
- 2001年（平成13年）11月18日：ICカード「Suica」の利用が可能となる[広報 1]。

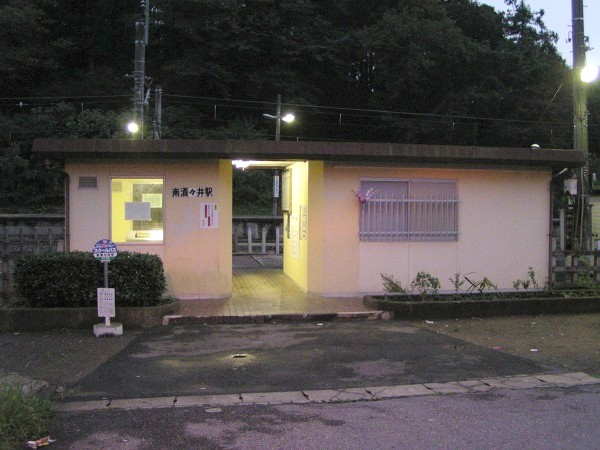
改修前の駅舎（2005年10月）

## 駅構造
島式ホーム1面2線を有する地上駅。ホームは嵩上げされていない。駅舎とホームは跨線橋で連絡している。
）
成田統括センター（佐倉駅）管理の無人駅で、ホームから跨線橋を渡ると旧駅舎を撤去した広い跡地に小さな簡易駅舎が建っている。
簡易駅舎の中には待合所とトイレがあり、待合所には乗車駅証明書発行機、簡易Suica改札機が設置されている。なお、駅舎のトイレは元々男女共用の汲取り式であったが、駅舎リニューアル時に男女別水洗式に改修された。

### のりば
| 番線 | 路線      | 方向 | 行先                   |
| ---- | --------- | ---- | ---------------------- |
| 1    | ■総武本線 | 上り | 佐倉・千葉・東京方面   |
| 2    | ■総武本線 | 下り | 八街・成東・銚子・方面 |

（出典：JR東日本:駅構内図）
- ホームは8両編成までに対応する。

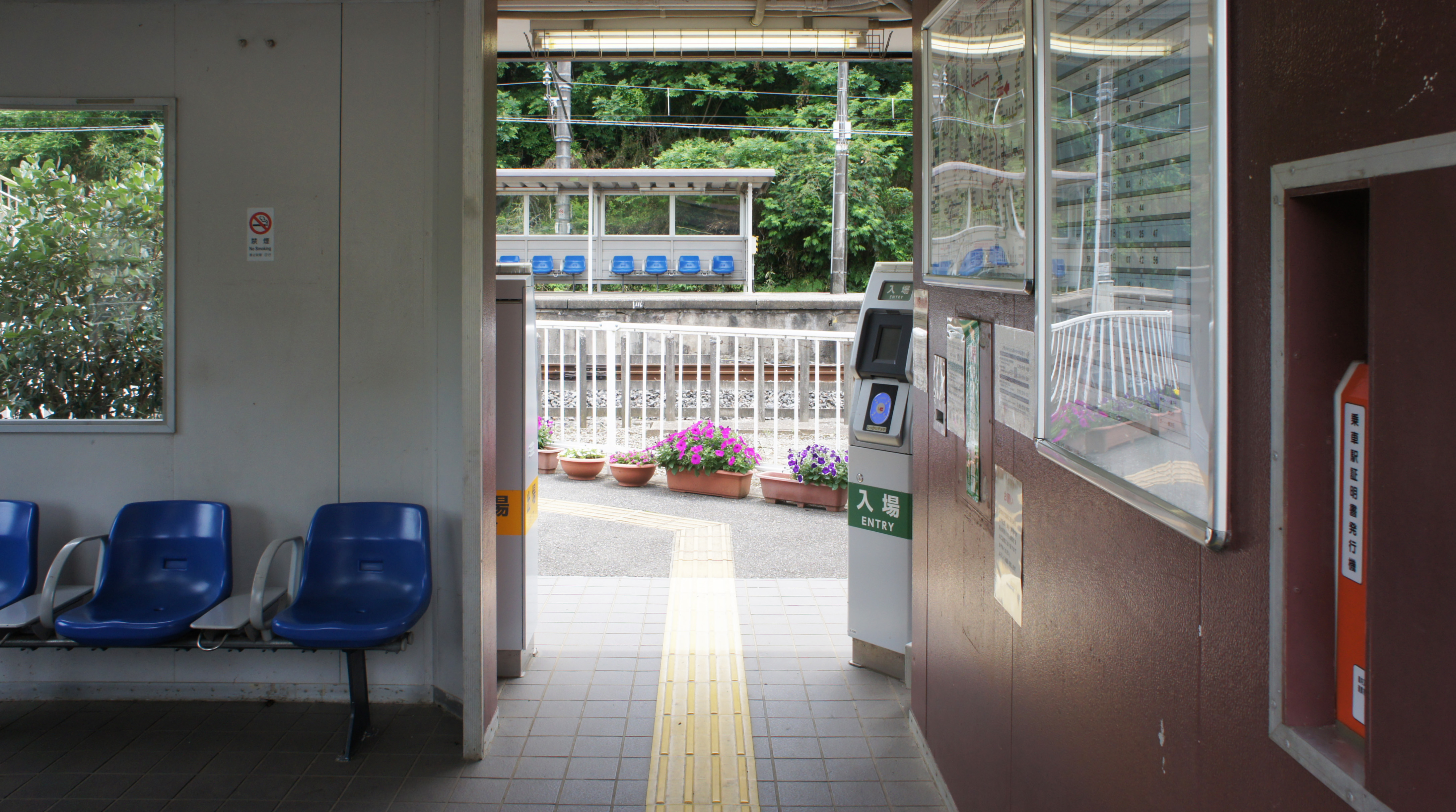
改札口（2021年5月）
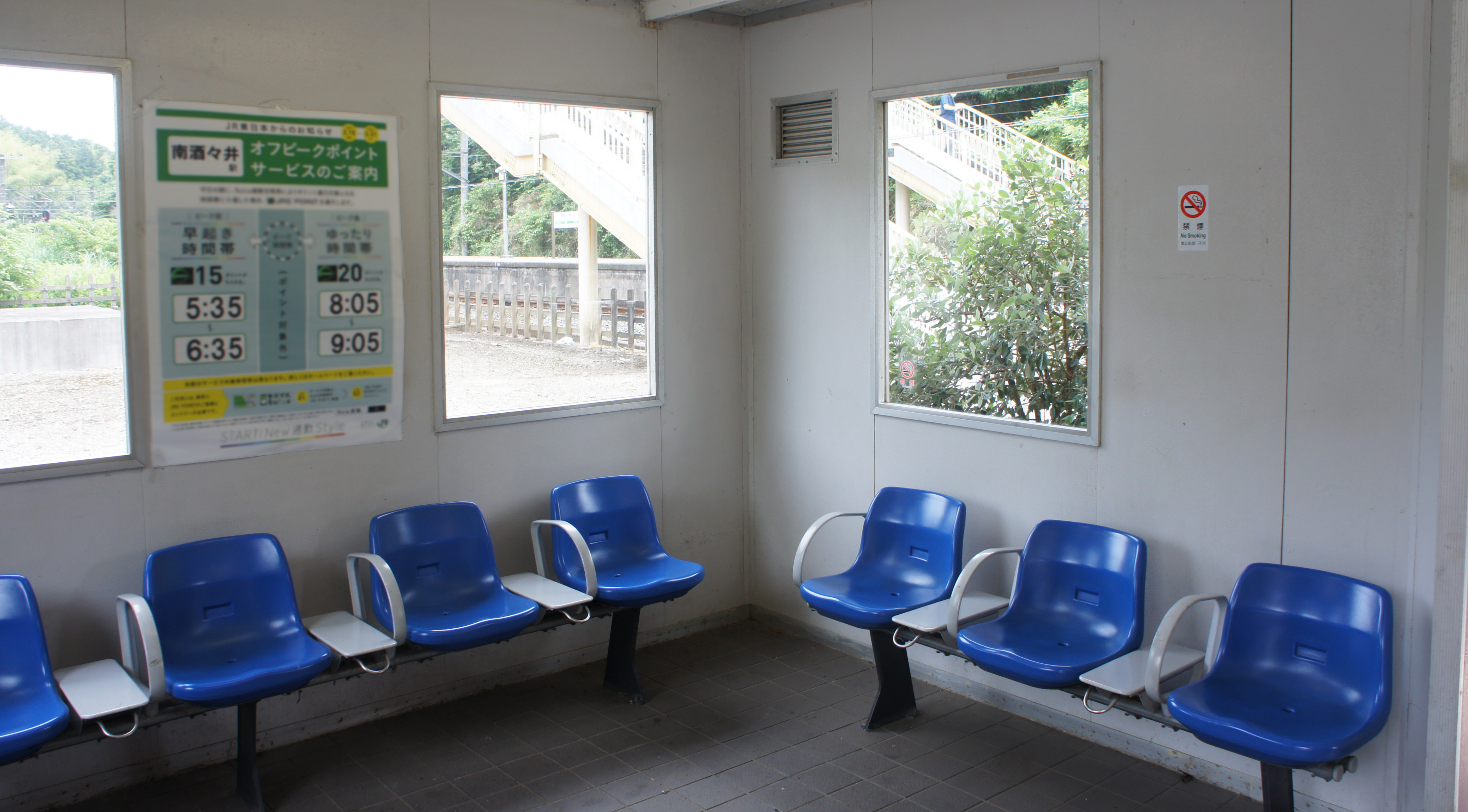
待合室（2021年5月）
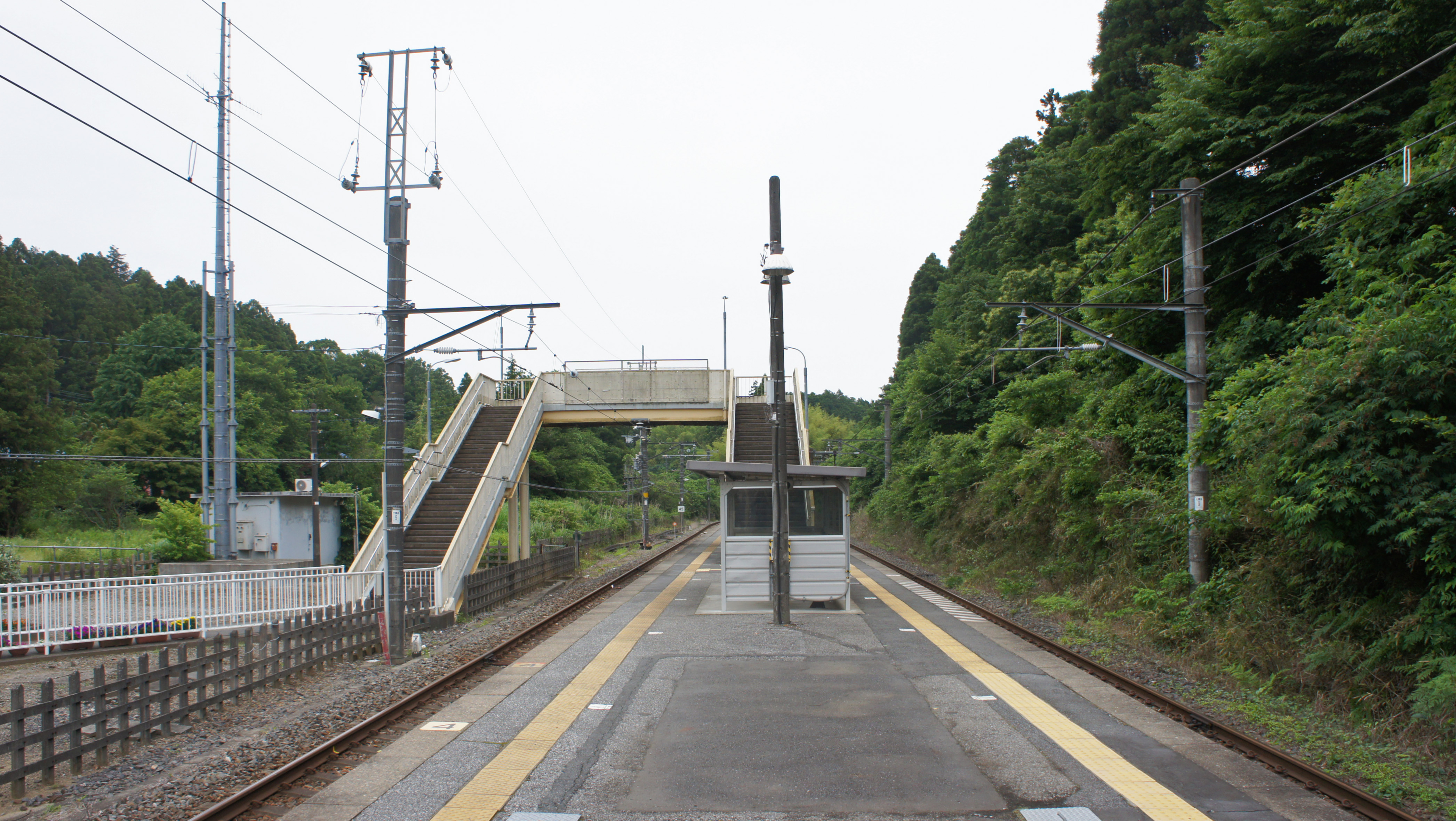
駅ホーム（2021年5月）

## 利用状況
2006年（平成18年）度の1日平均乗車人員は208人である。
千葉県統計年鑑によると、近年の1日平均乗車人員の推移は以下の通り。
| 年度               | 1日平均 乗車人員 | 出典     |
| ------------------ | ---------------- | -------- |
| 1990年（平成02年） | 145              | [ * 1 ]  |
| 1991年（平成03年） | 159              | [ * 2 ]  |
| 1992年（平成04年） | 176              | [ * 3 ]  |
| 1993年（平成05年） | 204              | [ * 4 ]  |
| 1994年（平成06年） | 206              | [ * 5 ]  |
| 1995年（平成07年） | 233              | [ * 6 ]  |
| 1996年（平成08年） | 215              | [ * 7 ]  |
| 1997年（平成09年） | 211              | [ * 8 ]  |
| 1998年（平成10年） | 220              | [ * 9 ]  |
| 1999年（平成11年） | 221              | [ * 10 ] |
| 2000年（平成12年） | 217              | [ * 11 ] |
| 2001年（平成13年） | 216              | [ * 12 ] |
| 2002年（平成14年） | 194              | [ * 13 ] |
| 2003年（平成15年） | 179              | [ * 14 ] |
| 2004年（平成16年） | 184              | [ * 15 ] |
| 2005年（平成17年） | 202              | [ * 16 ] |
| 2006年（平成18年） | 208              | [ * 17 ] |

## 駅周辺

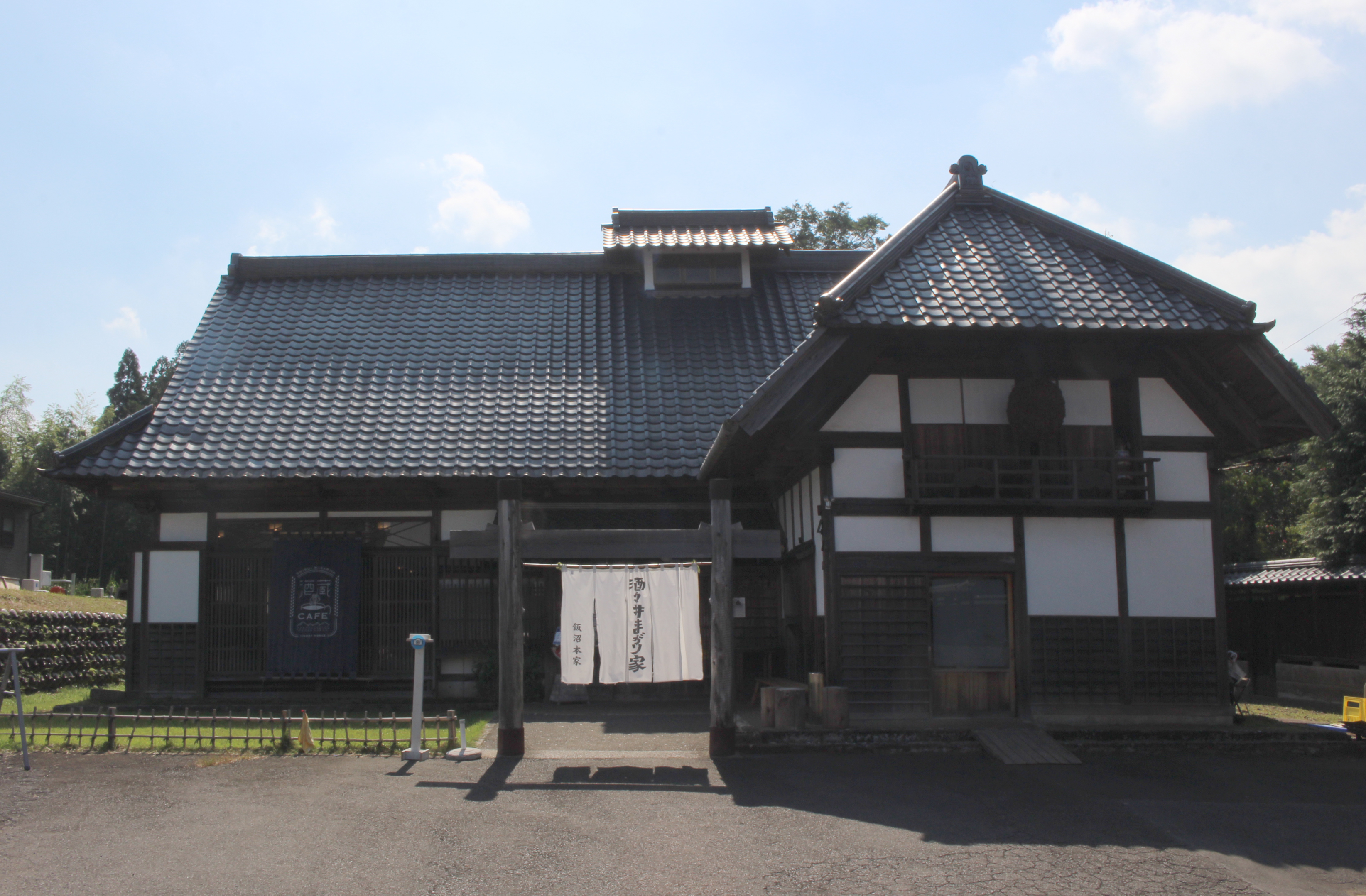
飯沼本家・酒々井まがり家

駅周辺は林に囲まれており、千葉県道76号成東酒々井線、千葉県道77号富里酒々井線を中心に住宅が点在し、駅東側には東関東自動車道が通る。駅前には公衆電話、郵便ポストが設置されている。
以下、駅出入口の駅周辺施設案内に記載されている施設（2014年（平成26年）現在）。
- 飯沼本家 - 「甲子正宗」で知られる酒造会社（徒歩約15分）
- 酒々井プレミアム・アウトレット（徒歩約35分）
- 酒々井総合公園（徒歩約35分）
- 酒々井町馬橋
- 酒々井町本佐倉
- 佐倉市コミュニティバス「南酒々井駅」停留所

## 隣の駅
東日本旅客鉄道（JR東日本）
■総武本線
■快速
通過
■普通（各駅停車）
佐倉駅 (JO 33) - 南酒々井駅 - 榎戸駅

#### 広報資料・プレスリリースなど一次資料
1. ↑  “Suicaご利用可能エリアマップ（2001年11月18日当初）” (PDF).   東日本旅客鉄道. 2019年7月27日時点のオリジナルよりアーカイブ。2020年4月30日閲覧。

#### 利用状況に関する資料
1. ↑  千葉県統計年鑑 - 千葉県

千葉県統計年鑑
1. ↑  千葉県統計年鑑（平成3年）
2. ↑  千葉県統計年鑑（平成4年）
3. ↑  千葉県統計年鑑（平成5年）
4. ↑  千葉県統計年鑑（平成6年）
5. ↑  千葉県統計年鑑（平成7年）
6. ↑  千葉県統計年鑑（平成8年）
7. ↑  千葉県統計年鑑（平成9年）
8. ↑  千葉県統計年鑑（平成10年）
9. ↑  千葉県統計年鑑（平成11年）
10. ↑  千葉県統計年鑑（平成12年）
11. ↑  千葉県統計年鑑（平成13年）
12. ↑  千葉県統計年鑑（平成14年）
13. ↑  千葉県統計年鑑（平成15年）
14. ↑  千葉県統計年鑑（平成16年）
15. ↑  千葉県統計年鑑（平成17年）
16. ↑  千葉県統計年鑑（平成18年）
17. ↑  千葉県統計年鑑（平成19年）